# Peugeot 405 Turbo 16
La Peugeot 405 Turbo 16 rallye-raid est un coupé dérivé de la berline 405, basé sur la mécanique de la 205 Turbo 16 et conçu en 1988 pour les rallyes-raids africains. Succédant aux 205 Turbo 16 engagées en compétition par Peugeot-Talbot Sport (alors dirigé par Jean Todt), la 405 Turbo 16, pilotée par le finlandais Ari Vatanen, a notamment remporté le Rallye Paris-Dakar en 1989 et 1990.
Une version dérivée de ce modèle a remporté la course de côte de Pikes Peak en 1988 et 1989.

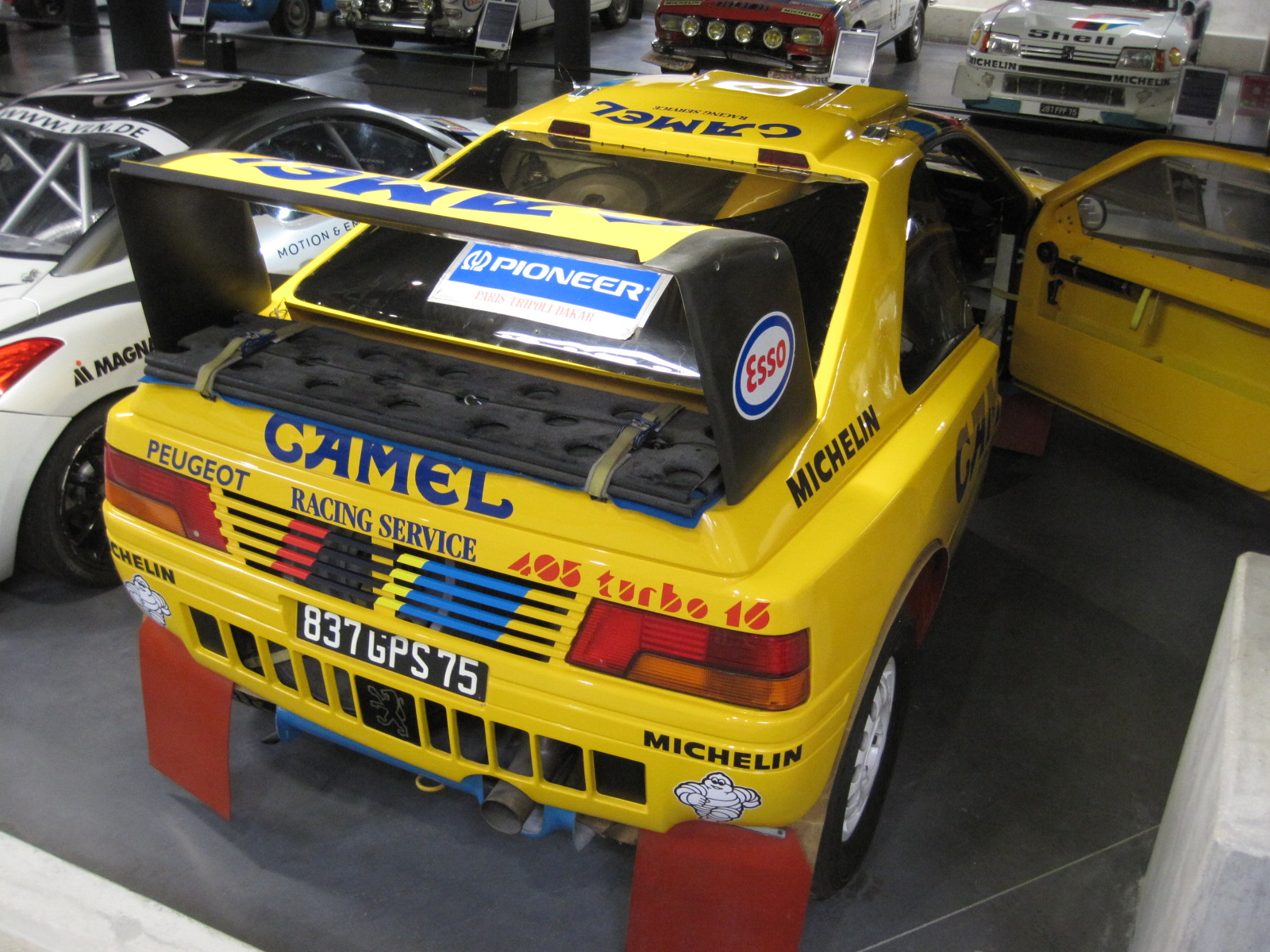
Peugeot 405 Turbo 16.
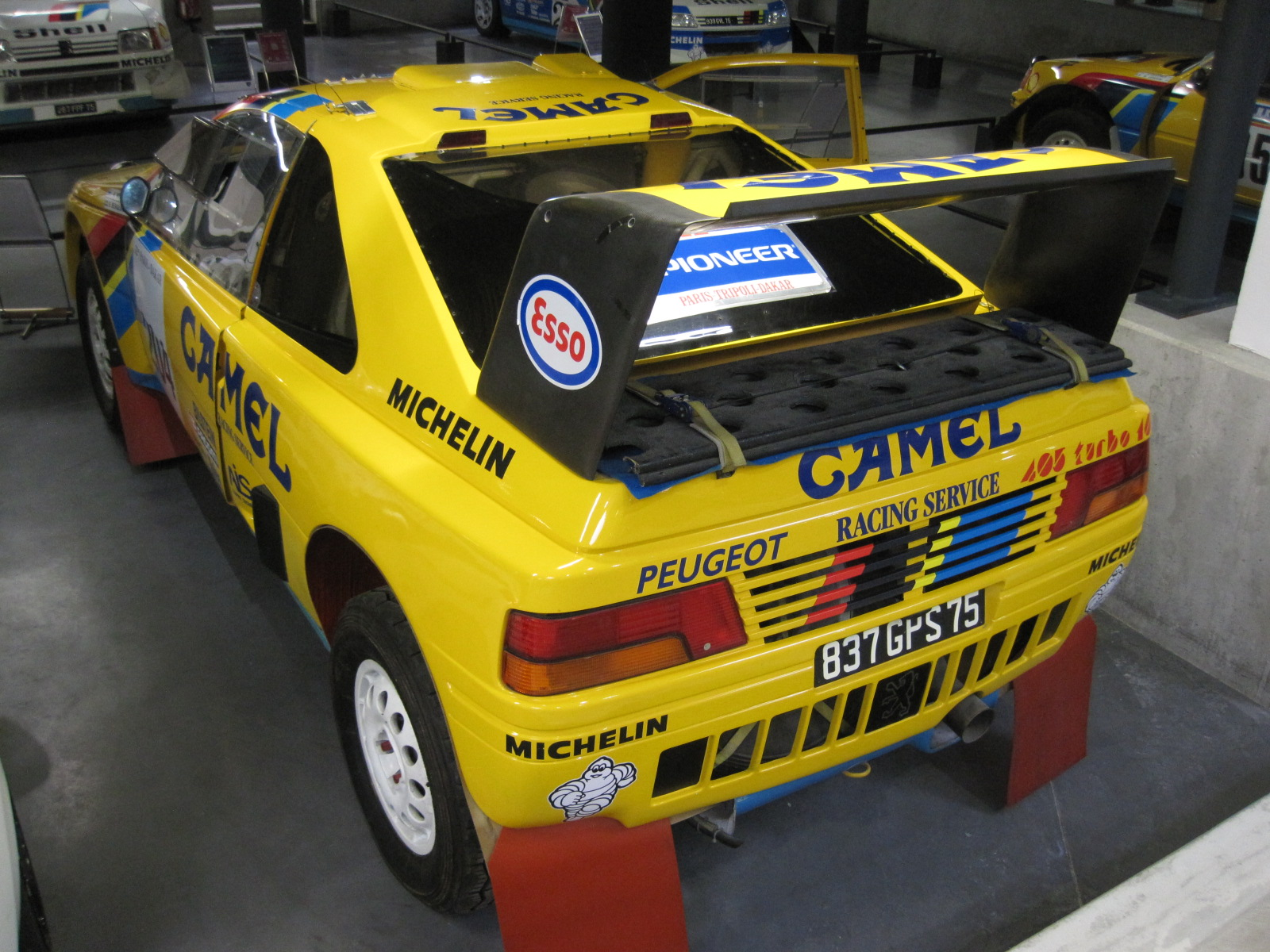
Peugeot 405 Turbo 16.
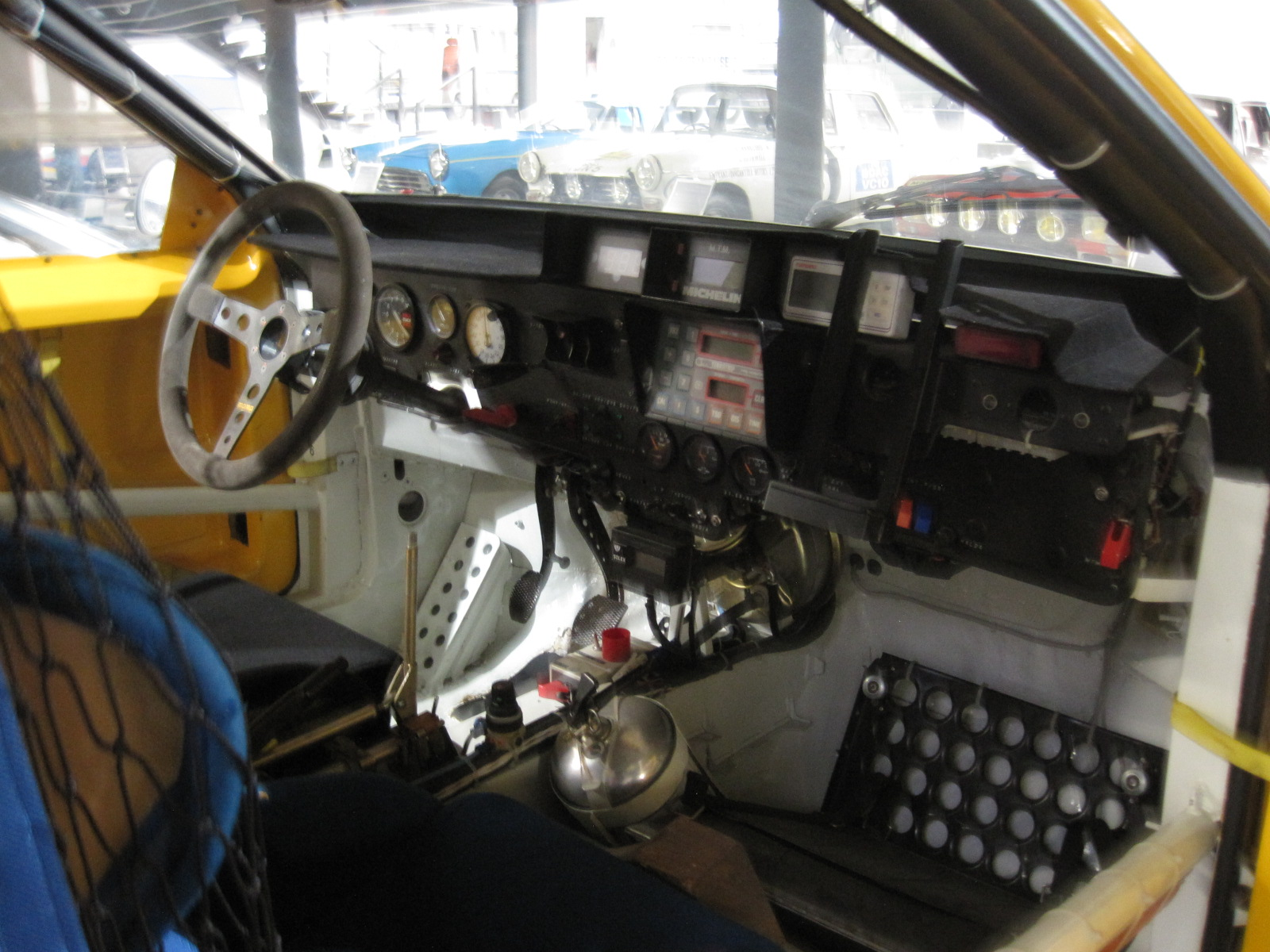
Peugeot 405 Turbo 16.

## Vainqueurs du Rallye Dakar
| Saison | Vainqueurs  | Vainqueurs     | Vainqueurs           |
| Saison | Pilote      | Copilote       | Voiture              |
| ------ | ----------- | -------------- | -------------------- |
| 1989   | Ari Vatanen | Bruno Berglund | Peugeot 405 Turbo 16 |
| 1990   | Ari Vatanen | Bruno Berglund | Peugeot 405 Turbo 16 |

Victoires avec Ari Vatanen
- 1988 : Rallye de Tunisie, Rallye de l'Atlas, Rallye des Pharaons.
- 1989 : Rallye Paris-Dakar, Rallye des Pharaons.
- 1990 : Rallye Paris-Dakar.

## Peugeot 405 Turbo 16 Pikes Peak

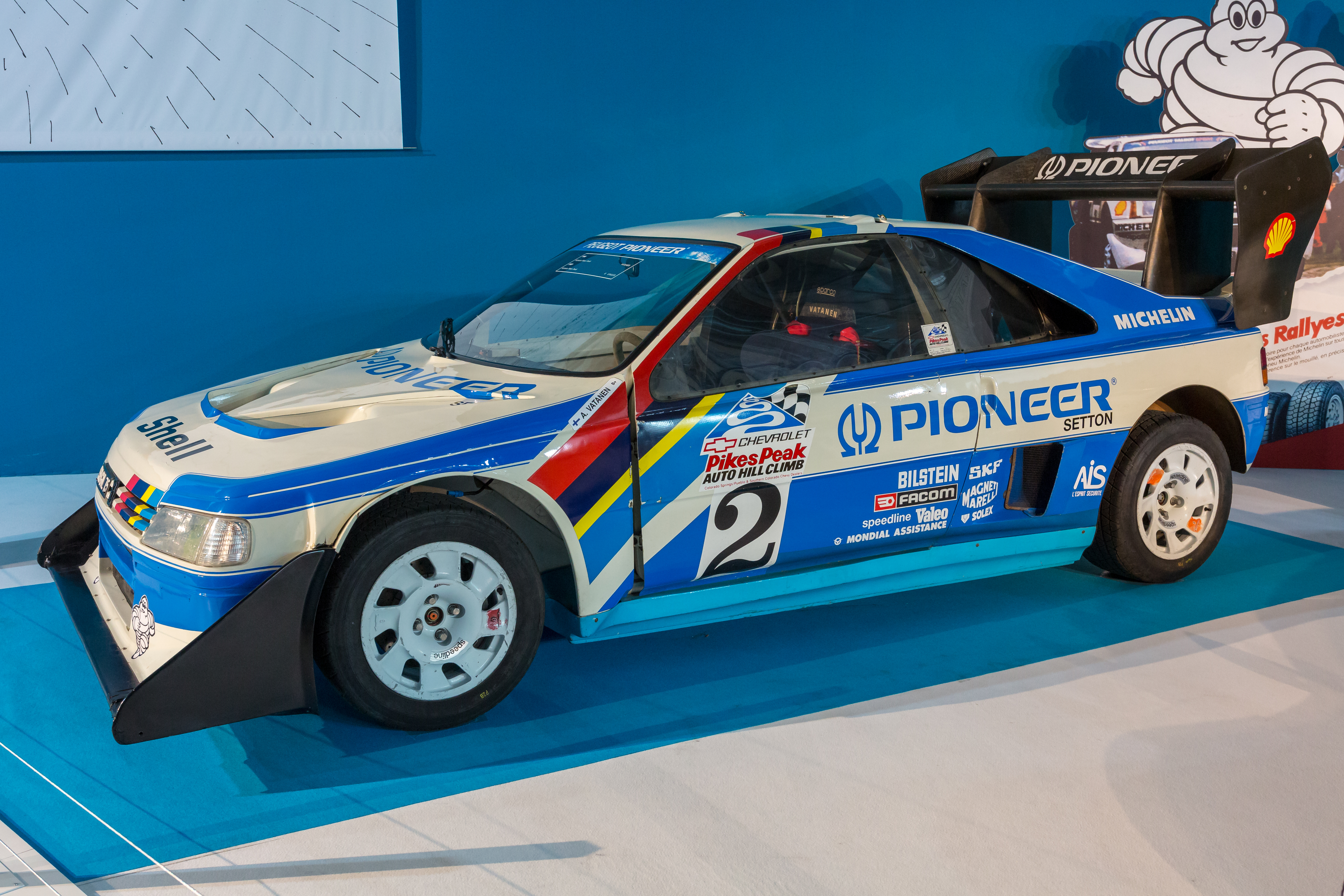
405 T16 Pikes Peak.

Une version de la 405 T16 avec la puissance moteur portée à 660 ch à 7 500 tr/min gagne la course de côte la plus haute du monde, Pikes Peak, en 1988 et 1989 aux mains d'Ari Vatanen puis de Robby Unser. En 1988, Ari Vatanen effectue une montée qui a été filmée par Jean-Louis Mourey qui en a tiré le court-métrage Climb Dance, film libre de droits.